# Зангар (Казигуртський район)
Занга́р (каз. Заңғар) — село у складі Казигуртського району Туркестанської області Казахстану. Входить до складу Какпацького сільського округу.
Село утворено 2011 року з частини села Какпак.
Населення — 943 особи (2021).